# Purbeckodon
Purbeckodon — вимерлий рід ссавців, який, можливо, належить до Morganucodonta, відомий із ранньокрейдових відкладень південно-східного Дорсета, Англія. Він був зібраний у вапняковій групі Пурбек у Дорсеті. Його вперше назвали Персі М. Батлер, Деніз Сігоньо-Рассел і П. С. Енсом у 2011 році, а типовим видом є Purbeckodon batei.